# Horváth János (állami gépgyári igazgató)
Pósfai Horváth János Nepomuk György (Zalaegerszeg, 1839. augusztus 12. – Nagykanizsa, 1923. augusztus 3.), a Magyar királyi állami gépgyárának az igazgatója, a Ferenc József-rend lovagja, földbirtokos.

A pósfai Horváth család címere

## Élete
A Vas- és Zala vármegyei nemesi származású pósfai Horváth családnak a sarja. Apja pósfai Horváth György (1801–1872), táblabíró, ügyvéd, anyja nemes Fleischhacker Emília (1813–1863). Az apai nagyszülei pósfai Horváth Ferenc (1770–1844) táblabíró, Zala vármegye főjegyzője, a gróf Festetics család ollári uradalmi kormányzója, és Knecht Terézia (1780–1822) voltak. Az anyai nagyszülei nemes Fleischhacker József (1778–1841), Zala vármegye főorvosa, táblabíró, és nemes Szekeressy Erzsébet (1786–1842) voltak. Horváth Jánosnak a fivére pósfai Horváth Béla (1836–1876), okleveles gyógyszerész és magyar királyi távirati tiszt, leánytestvére pósfai Horváth Johanna (1834–1912), akinek a férje Pfendeszak (Pósfai) Károly (1824–1893), ügyvéd, királyi kúriai bíró.
Az állami gépgyár felügyelője és igazgatói helyettese 1890-ig. Sokéves szolgálata jutalmazásul 1885 novemberében az uralkodó a Ferenc József lovagrendet adományozta pósfai Horváth Jánosnak. 1891-től 1898-ig az állami gépgyáraknak a igazgatói címmel felruházott felügyelője volt. Idős korára Budapestről visszaköltözött Zalába és Nagykanizsán lakott, ahol gazdálkodott földbirtokán.

## Házassága és leszármazottjai
Pósfai Horváth János 1882. április 19-én Mihályfán, feleségül vette az ősrégi nemesi forintosházi Forintos családnak a sarját, forintosházi Forintos Mária Johanna Ludovika (Irma) (Mihályfa, 1860. július 4.–Nagykanizsa, 1916. november 13.) kisasszonyt, akinek a szülei forintosházi Forintos Kálmán (1834–1903), jogász, alszolgabíró, földbirtokos, vármegyei bizottsági tag és liebingeni Schöen Johanna (1838–1921) asszony voltak. Az apai nagyszülei forintosházi Forintos Károly (1795–1866) táblabíró, földbirtokos, és pósfai Horváth Eleonóra (1800–1863) voltak. Forintos Irma fivére forintosházi dr. Forintos Géza (1868–1954), jogász, minisztériumi tanácsos, a vármegyei törvényhatósági bizottságnak a tagja, földbirtokos. A házasságkötésnél a tanúk dr. Plihál Ferenc (1830–1901) nagykanizsai közjegyző, valamint a vőlegény fivére, pósfai Horváth Sándor (1832–1917) igazságügyi-miniszteri főszámtanácsos voltak. Horváth János és Forintos Irma frigyéből született:
- pósfai Horváth Johanna Ernesztina Emília (Budapest, 1883. március 11. –Nagykanizsa, 1919. május 27.) Férje: dr. boldogfai Farkas István Imre (Boldogfa, Zala vármegye, 1875. július 11. – Budapest, 1921. január 6.) jogász, a sümegi járás főszolgabírája.
- pósfai Horváth Irma Hedvig Gabriella (Budapest, 1884. május 15.–Budapest, 1959. november 24.).[10] Férje: boldogfai Farkas Lajos Imre József (*Andráshida, 1878. október 29. – †Budapest, 1930. április 9.), népfelkelő szakaszvezető címzetes őrmester, törökudvari uradalmi ispán.
- pósfai Erzsébet Gabriella Emília (Budapest, 1886. május 2.–Budapest (I. kerület), 1957. augusztus 19.) Férje: dr. Bergmann Andor (Nagykanizsa, 1882. május 15.), királyi közjegyző.